# NGC 5714
NGC 5714 (другие обозначения — UGC 9431, MCG 8-27-11, ZWG 248.14, FGC 1785, IRAS14363+4651, PGC 52307) — спиральная галактика (Sc) в созвездии Волопас.
Этот объект входит в число перечисленных в оригинальной редакции «Нового общего каталога».
В галактике вспыхнула сверхновая SN 2003dr типа Ib/c, её пиковая видимая звездная величина составила 17,9.